# Throes of Joy in the Jaws of Defeatism
Throes of Joy in the Jaws of Defeatism è il sedicesimo album in studio del gruppo musicale britannico Napalm Death, pubblicato nel 2020.

## Tracce
1. Fuck the Factoid – 2:27 (testo: Barney Greenway – musica: Shane Embury)
2. Backlash Just Because – 2:56 (testo: Greenway – musica: Embury)
3. That Curse of Being in Thrall – 3:36 (testo: Greenway – musica: Embury)
4. Contagion – 4:05 (testo: Embury – musica: Embury)
5. Joie de Ne Pas Vivre – 2:28 (testo: Greenway – musica: Embury, Russ Russell)
6. Invigorating Clutch – 4:05 (testo: Greenway – musica: Embury)
7. Zero Gravitas Chamber – 4:03 (testo: Greenway – musica: Embury)
8. Fluxing of the Muscle – 4:33 (testo: Greenway – musica: Embury)
9. Amoral – 3:05 (testo: Embury – musica: Embury)
10. Throes of Joy in the Jaws of Defeatism – 2:55 (testo: Greenway – musica: Embury)
11. Acting in Gouged Faith – 3:37 (testo: Greenway – musica: Embury)
12. A Bellyful of Salt and Spleen – 4:36 (testo: Greenway – musica: Embury, Mitch Harris, Russell)

Tracce bonus - Edizione limitata Mediabook/Digitale
1. Feral Carve-Up – 2:49 (testo: Greenway – musica: Embury)
2. A Bellyful of Salt and Spleen – 4:36 (testo: Greenway – musica: Embury, Harris, Russell)
3. White Kross (Sonic Youth cover) – 4:06 (testo: Thurston Moore – musica: Sonic Youth)
4. Blissful Myth (Rudimentary Peni cover) – 1:52 (testo: Grant Matthews – musica: Rudimentary Peni)

Tracce bonus - Vinile
1. Air's Turned Foul in Here – 2:59 (testo: Greenway – musica: Embury)
2. A Bellyful of Salt and Spleen – 4:36 (testo: Greenway – musica: Embury, Harris, Russell)

Tracce bonus - Edizione giapponese
1. Air's Turned Foul in Here – 2:59 (testo: Greenway – musica: Embury)
2. Feral Carve-Up – 2:49 (testo: Greenway – musica: Embury)
3. A Bellyful of Salt and Spleen – 4:36 (testo: Greenway – musica: Embury, Harris, Russell)
4. White Kross (Sonic Youth cover) – 4:06 (testo: Moore – musica: Sonic Youth)
5. Blissful Myth (Rudimentary Peni cover) – 1:52 (testo: Matthews – musica: Rudimentary Peni)

## Formazione
Napalm Death
- Barney Greenway – voce
- Mitch Harris – chitarra
- Shane Embury – basso, chitarra, cori, rumori
- Danny Herrera – batteria

Altri musicisti
- John Cooke – chitarra (in White Kross e Blissful Myth)
- Russ Russell – rumori